# ヴィリアミ・ルトゥア・アホフォノ
ヴィリアミ・ルトゥア・アホフォノ（Viliami Lutua AHOFONO、2000年10月8日 - ）は、トンガ出身のラグビーユニオン選手。ジャパンラグビーリーグワンの豊田自動織機シャトルズ愛知に所属している。

## 来歴
2019年、トンガ・カレッジ卒業後、摂南大学に入る。
2023年2月、アーリーエントリーでNECグリーンロケッツ東葛に加入。同年3月12日に行われたJAPAN RUGBY LEAGUE ONE第11節ブレイブルーパス東京戦にて途中出場でリーグワン公式戦初出場を果たした。同月、摂南大学卒業。
2025年5月、NECグリーンロケッツ東葛を退団。
2025年8月、ジャパンラグビーリーグワンの豊田自動織機シャトルズ愛知に加入。